# 進士晃
進士 晃（しんじ あきら、1922年12月28日 - 1995年?）（旧姓　守永晃）は、日本の天文学者（天文暦）。理学博士（東京大学）。
旧制第七高等学校、東京帝国大学理学部天文学科卒業。海上保安庁水路部編暦課長、参事官。後、ハイデルベルク大学天文計算研究所客員教授(1978-1980)、マレーシア工科大学客員教授、その後、放送大学講師、東洋大学講師等を兼任。
日本天文学会、宇宙開発事業団、日本学術会議等メンバー。国際天文学会では天文暦委員長（1979-1982）を務めた。交流を続けていた天文学者に、ヴァルター・フリッケ、ハンス＝ハインリヒ・フォークトがいる。
戦時中の疎開について東京大学天文学教室のOBらと『されど天界は変わらず・諏訪の温泉宿で迎えた終戦』（東京大学理学部天文学教室編　1993年）を出版した。
趣味はトレッキングで1990年ごろから各地の山を巡った。1995年に関東地方で単独登山中に行方不明となる。
2002年に国立天文台を通して、渡辺和郎が発見した小惑星に「SINZI 8529」と命名される。